# Jablanovo
Jablanovo (bulgariska: Ябланово) är ett distrikt i Bulgarien.   Det ligger i kommunen Obsjtina Kotel och regionen Sliven, i den östra delen av landet, 260 km öster om huvudstaden Sofia.
I omgivningarna runt Jablanovo växer i huvudsak lövfällande lövskog. Runt Jablanovo är det glesbefolkat, med 20 invånare per kvadratkilometer.